# Anne Catherine Constance Vasa
Anne Catherine Constance Vasa (en polonais : Anna Katarzyna Konstancja Waza), née le 7 août 1619 à Varsovie et morte le 8 octobre 1651 à Cologne, est une princesse polonaise, fille du roi Sigismond III Vasa et de sa seconde épouse Constance d'Autriche.

## Biographie
Après les décès successifs de sa mère (1631) et de son père (1632), et afin de maintenir son rang, le Parlement lui accorde en 1632 les comtés de Brodnickie, Gołubskie et Tucholskie, qui avaient auparavant appartenu à sa mère ; toutefois, elle n'en entre en possession qu'en 1638.
À partir de 1637, un mariage est suggéré entre Anne Catherine Constance et Ferdinand-Charles d'Autriche, héritier du Tyrol et neveu de Ferdinand II, empereur du Saint Empire romain. Malgré des arrangements en 1639 et 1642, le mariage n'a jamais lieu, en raison de l'âge de Charles Ferdinand et d'un désaccord sur le montant de la dot.
Frédéric-Guillaume Ier de Brandebourg et Gaston de France — frère du roi Louis XIII — sont également candidats pour l'épouser, mais Anne Catherine Constance se marie finalement à Philippe-Guillaume de Neubourg : leur union est célébrée à Varsovie le 8 juin 1642. La princesse apporte une dot considérable de bijoux et de trésorerie, pour un total de 2 millions de thalers. Le 18 juillet 1645, elle donne naissance à son unique enfant, un fils, qui meurt le jour même.
Elle meurt sans descendance à Cologne, et est enterrée dans l'église des Jésuites à Düsseldorf.

## Galerie

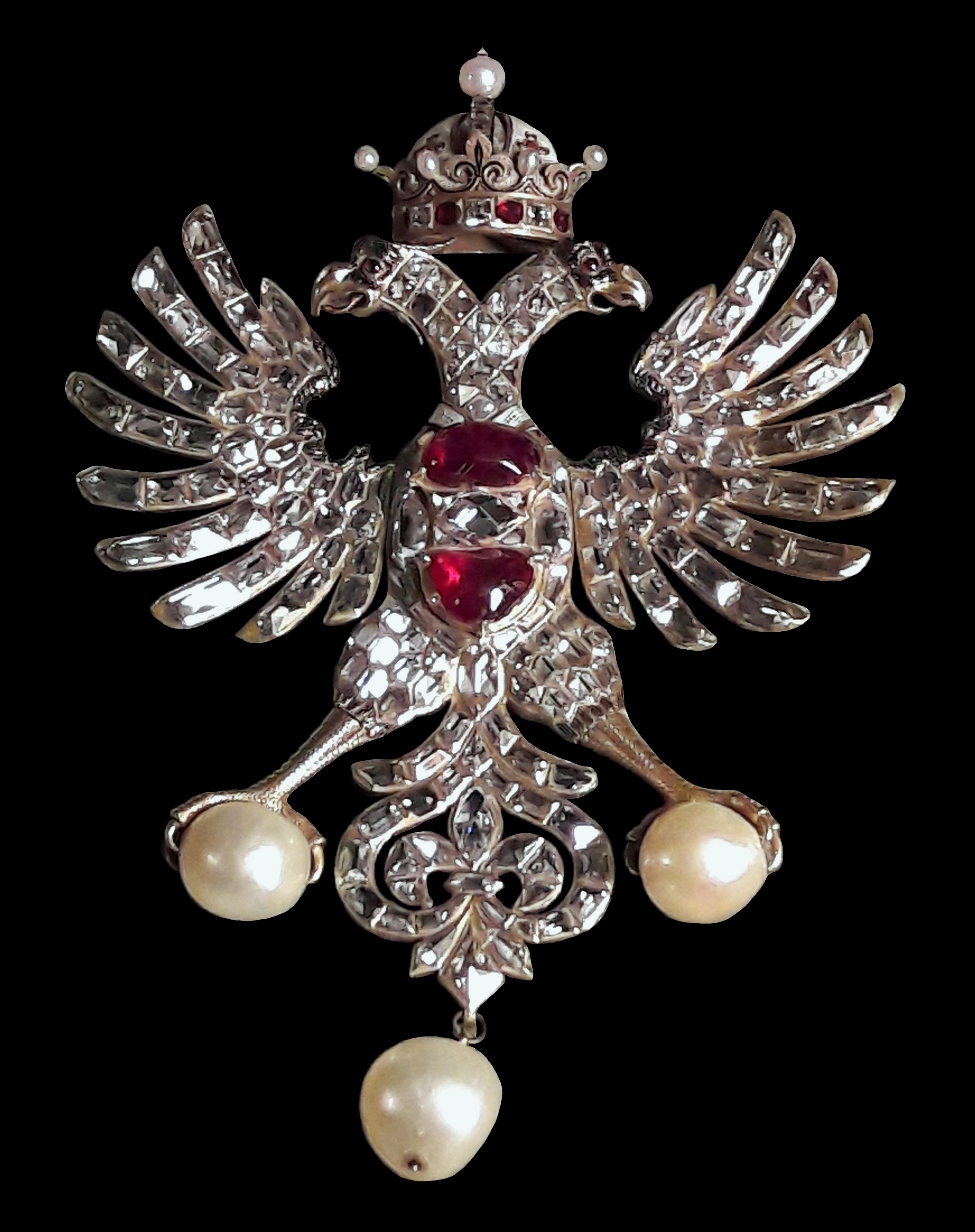
Aigle à deux têtes en diamants de la maison d'Autriche, très probablement issu de la dot d'Anne Catherine Constance[4].
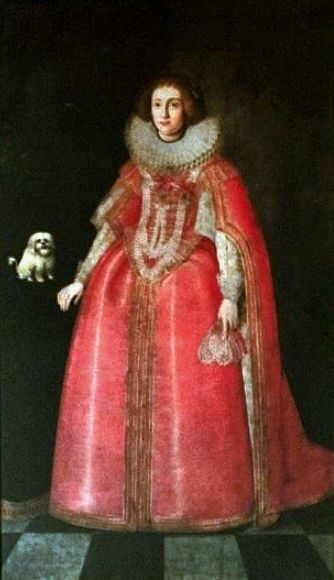
Portrait d'Anne Catherine Constance avec un chien, vers 1638[5].
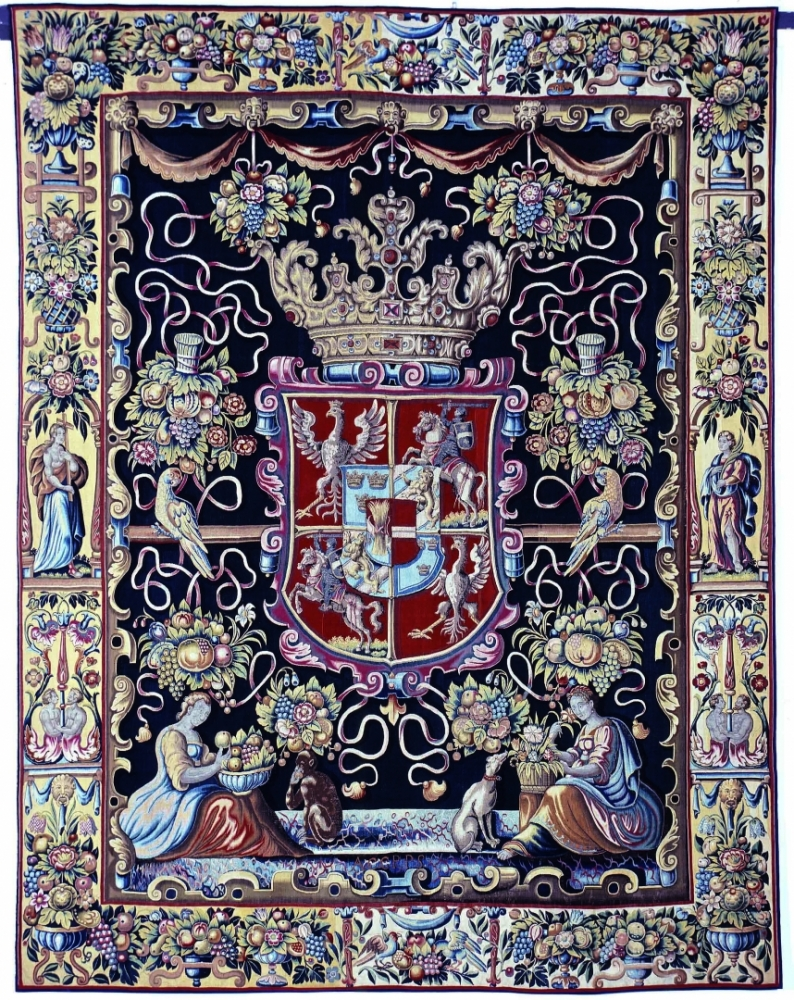
Tapisserie avec les armoiries d'Anne Catherine Constance Vasa, avant 1642.